# يويشي هيغاشي
يويشي هيغاشي (باليابانية: 東陽一؛ بالكانا: ひがし よういち) هو مونتير وكاتب سيناريو ومخرج ياباني، ولد في 14 نوفمبر 1934 في اليابان.

## وصلات خارجية
- يويشي هيغاشي على موقع IMDb (الإنجليزية)
- يويشي هيغاشي على موقع ألو سيني (الفرنسية)
- يويشي هيغاشي على موقع ميوزك برينز (الإنجليزية)
- يويشي هيغاشي على موقع أول موفي (الإنجليزية)
- يويشي هيغاشي على موقع قاعدة بيانات الفيلم (الإنجليزية)
- يويشي هيغاشي على موقع كينوبويسك (الروسية)